# Бісексуальність

Прапор бісексуалів

Бісексуа́льність (від лат. bis — два і sexus — стать), «бі» — романтичний / сексуальний потяг або сексуальна поведінка до людей обох статей у будь-якому співвідношенні та інтенсивності. Одна з трьох основних сексуальних орієнтацій між гетеро- та гомосексуальністю.
Бісексуальність спостерігалася в різних людських суспільствах протягом усієї записаної історії. Однак термін бісексуальність, як і гетеро- та гомо-, були введені у XIX столітті. Проявляється вона і в тваринному світі (бонобо, косатка, дельфін-афаліна, деякі види чайок та пінгвінів Гумбольдта, риб та плоских червів).
Причини сексуальної орієнтації досі до кінця не ясні, але її пояснюють складною взаємодією генетичних, гормональних та екологічних впливів і не розглядають будь-яку орієнтацію як вибір людини.

## Структура бісексуальності
За висновком Американської психологічної асоціації, «сексуальна орієнтація є континуумом. Іншими словами, людина не мусить бути виключно гомо- або гетеросексуальною, але може відчувати різну ступінь того й іншого. Сексуальна орієнтація розвивається протягом усього життя людини — різні люди усвідомлюють її по-різному протягом життя». Бі-активістка Робін Окс визначає бісексуальність як «потенціал, який може бути залучений — романтично та / або сексуально — не обов'язково одночасно, необов'язково однаковим чином і не обов'язково в тій же мірі». Бісексуальність не вимагає рівного потягу до обох статей.

На думку Росаріо, Шрімшоу, Хантера, Брауна (2006):
...розвиток сексуальної ідентичності лесбійок, геїв чи бісексуальних людей (ЛГБ) є складним та часто складним процесом. На відміну від інших меншин (наприклад, етнічних та расових), більшість ЛГБ-людей не виховуються у спільноті собі подібних, від яких вони дізнаються про свою ідентичність і які зміцнюють та підтримують її. Швидше за все, ЛГБ часто виховуються в спільнотах, які або не знають, або відверто вороже ставляться до гомосексуальності.
У більшості бісексуальних людей при обранні партнера / партнерки головну роль відіграють особистісні та фізичні особливості, не пов'язані із статтю, а також стиль спілкування. Очевидно, принаймні серед жінок, що у бісексуалок залежно від статі партнерів / партнерок задовольняються різні емоційні потреби, одні з яких можуть задовольняти чоловіки, інші — жінки.

### Шкала Гіршфельда
Магнус Гіршфельд створив 10-бальну шкалу для вимірювання сили сексуального потягу з напрямками A (гетеросексуальність), B (гомосексуальність) та A + B (бісексуальність). За цією шкалою людина з A3, B9 буде слабко приваблена до протилежної статі і сильно до своєї, з A0, B0 буде асексуальною, а A10, B10 дуже приваблюватимуть обидві статі. Левей порівнює шкалу Гіршфельда із шкалою, розробленою Кінсі десятиліттями пізніше.

### Шкала Кінсі
У 1940-х роках зоолог Альфред Кінсі створив шкалу для вимірювання континууму сексуальної орієнтації від гетеро- до гомосексуальності. Кінсі вивчав людську сексуальність і стверджував, що люди здатні бути гетеро- або гомо, навіть якщо ця риса не проявляється в сучасних обставинах. Шкала Кінсі використовується для опису сексуального досвіду або реакції людини в певний час. Показник коливається від 0 (виключна гетеросексуальність), до 6 (виключна гомосексуальність). Людей з показником від 2 до 4 часто вважають бісексуальними. Соціологи Мартін С. Вайнберг та Колін Дж. Вільямс пишуть, що, в принципі, людей з показниками від 1 до 5 можна вважати бісексуальними.
Психолог Джим Макнайт пише, що, хоча ідея про те, що бісексуальність є формою сексуальної орієнтації, проміжна між гомо і гетеро, імпліцитна шкалі Кінсі, ця концепція «серйозно оскаржена» з моменту публікації праці «Гомосексуальність» (1978, Вайнберг, Алан П. Белл).

### Дисконкордантності
Сексуальний потяг (хто і наскільки приваблює), поведінка (з ким вступають у стосунки) та ідентичність (ким себе відчувають, як доєднуються до бісексуальної культури) можуть і розходитись, оскільки потяг чи поведінка не обов'язково узгоджуються з особистістю.
- Частина людей ідентифікуються як бі, гетеро чи гомо, не маючи жодного сексуального досвіду: наприклад, на основі романтичного досвіду, який вони мають.
- Інші мали гомосексуальний досвід, але не відчувають або не вважають себе бі, геями або лесбійками.
- Люди, що вважають себе геями або лесбійками, можуть іноді сексуально взаємодіяти з людьми протилежної статі, але при цьому не ідентифікують себе як бісексуальні.[16] Терміни чоловіки, які мають секс із чоловіками (ЧСЧ), та жінки, які мають секс із жінками (ЖСЖ), використовуються або опису сексуальної поведінки цих людей як медичних та соціологічних груп.[26]

## Демографія

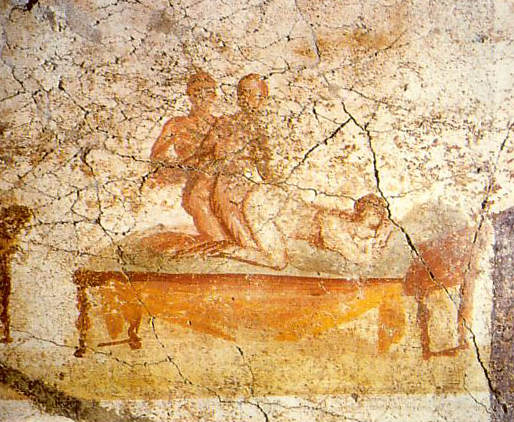
Бісексуальна сцена на фресці Помпеї

Наукові оцінки поширеності бісексуальності варіювали від 0,7 % до 8 %. У звіті Януса про сексуальну поведінку, опублікованому в 1993 р., зроблено висновок, що 5 % чоловіків і 3 % жінок вважають себе бісексуальними, тоді як 4 % чоловіків і 2 % жінок вважають себе гомосексуальними.
Опитування 2002 року Національного центру статистики охорони здоров'я США показало, що 1,8 % чоловіків 18–44 років вважають себе бісексуалами, 2,3 % гомосексуалами та 3,9 % як «щось інше». Це ж дослідження показало, що 2,8 % жінок 18–44 років вважали себе бісексуалками, 1,3 % гомосексуалками та 3,8 % «чимось іншим».
У 2007 р. в статті розділу «Здоров'я» The New York Times зазначалося, що «1,5 % американок та 1,7 % американців ідентифікуються як бісексуальні». У 2007 році також повідомлялося, що 14,4 % молодих американок визнали себе «не суворо гетеросексуальними», а 5,6 % чоловіків геями чи бі.
Дослідження в журналі «Біологічна психологія» (2011) також повідомило про чоловіків, які ідентифікують себе як бісексуали і яких збуджують як чоловіки, так і жінки.
У 2014, в першому масштабному урядовому опитуванні про сексуальну орієнтацію американців, NHIS повідомив, що лише 0,7 % американців(-ок) визнають себе бісексуальними.
Серія нещодавніх західних опитувань виявила, що близько 10 % жінок та 4 % чоловіків є переважно гетеросексуальними, 1 % жінок та 0,5 % чоловіків — бі, а 0,4 % жінок та 0,5 % чоловіків — переважно гомо.:55
У різних культурах поширеність бісексуальної поведінки варіює, але немає переконливих доказів існування великої різниці у швидкості зростання одностатевого потягу. ВООЗ розраховує, що у світі від 3 до 16 % чоловіків, які мають сексом з чоловіками, багато з яких також мають секс із жінками.

## Історія

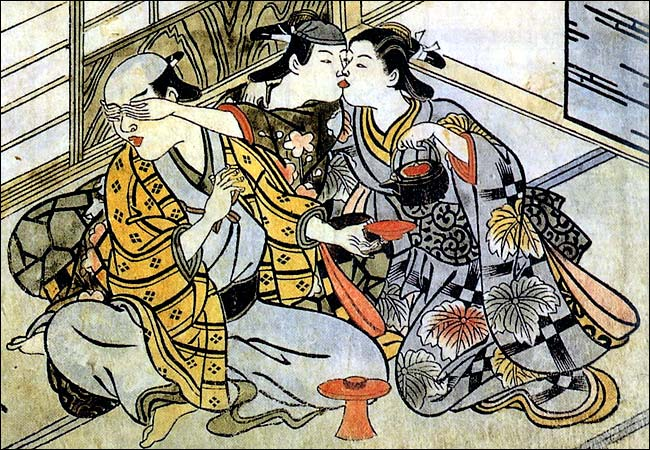
Шудо (Японія): молодий чоловік розважає старшого коханого, таємно цілуючи служницю

Стародавні греки та римляни не артикулювали сексуальні стосунки так чітко, як це робить сучасне західне суспільство. Чоловіки, які мали коханців чоловічої статі, не були визнані гомосексуалами, і, можливо, мали дружин чи інших коханок.
Давньогрецькі релігійні тексти, що відображають культурні практики, включали бісексуальні теми на підтексти від містичного до дидактичного. Спартанці вважали, що любов та сексуальні стосунки між досвідченими солдатами та початківцями зміцнять бойову відданість та згуртованість підрозділів, а також заохотять героїчну тактику, коли чоловіки змагаються, щоб справити враження на своїх коханих. Як тільки молодші солдати досягали зрілості, стосунки мали стати несексуальними, але невідомо, наскільки суворо це дотримувалося. Існувала стигма щодо молодих чоловіків, які продовжували стосунки зі своїми наставниками у зрілому віці. Наприклад, Арістофан називає їх euryprôktoi («широкі дупи») і зображує їх як жінок.
У Стародавньому Римі моральність поведінки залежала від соціального становища, а не від статі як такої. Для вільнонародженого римлянина був соціально прийнятним секс як з жінками, так і з чоловіками, якщо він виконував пенетративну роль. Як жінки, так і молоді чоловіки вважалися нормальними об'єктами бажань, але поза шлюбом чоловік мав діяти за своїми бажаннями лише з рабами, повіями (які часто були рабами) та інфеймами. Аморально було займатися сексом з дружиною іншого вільнонародженого, його дочкою, яка одружується, неповнолітнім сином, з самим вільнонародженим; сексуальне використання чужого раба вимагало дозволу власника. Відсутність самоконтролю, в тому числі в управлінні своїм сексуальним життям, свідчила про нездатність чоловіка керувати іншими; надте потурання «низьким чуттєвим задоволенням» загрожувало ідентичності чоловіка з еліти як культурної людини.
Альфред Кінсі провів перші масивні дослідження гомосексуальної поведінки в США протягом 1940-х. Результати шокували публіку того часу, оскільки негетеросексуальна поведінка та привабливість виявились неочікувано звичними. У роботі 1948 року «Сексуальна поведінка у геїв» зазначено, що серед чоловіків «майже половина (46 %) населення займається як гетеросексуальною, так і гомосексуальною діяльністю, або реагує на осіб обох статей у процесі дорослого життя» і що «37 % від загальної кількості чоловічого населення мають принаймні якийсь явний гомосексуальний досвід аж до оргазму з початку підліткового віку». Сам Кінсі не любив використовувати термін «бісексуал» для опису осіб, які мають секс з людьми обох статей, залишаючи термін у його первісному, біологічному розумінні як гермафродитизму. Попри переконання сучасних вчених, що Кінсі завищив рівень одностатевого потягу (9:147), його робота є новаторським та одним з найвідоміших секс-досліджень усіх часів.

## Дослідження і теорії бісексуальності
Бісексуальність людини в основному вивчалася поряд з гомосексуальністю. Ван Вік і Ґейст стверджують, що це проблема для досліджень сексуальности, тому що кілька досліджень, у яких бісексуали спостерігалися окремо, показали, що бісексуали часто відрізняються як від гетеросексуалів, так і від гомосексуалів. Більш того, бісексуальність не завжди є проміжною точкою між дихотомією. Дослідження показують, що на бісексуальність впливають біологічні, когнітивні та культурні змінні у взаємодії, і це призводить до різних типів бісексуальности.

### Причини бісексуальности
Серед вчених нема єдиної думки про точні причини розвитку кожної з сексуальних орієнтацій. Хоча вчені віддають перевагу біологічним моделям як причині орієнтації, вони не вірять, що її розвиток є результатом якогось одного фактора. Зазвичай вважається, що це визначається складною взаємодією біологічних факторів і факторів довкілля, які формуються в ранньому віці. Існує значно більше доказів, що підтверджують біологічні причини сексуальної орієнтації, ніж соціальні, особливо для чоловіків. Немає істотних доказів того, що батьківський досвід або досвід раннього дитинства відіграють роль щодо сексуальної орієнтації[уточнити]. Вчені не вірять, що сексуальна орієнтація — це вибір.
Американська психіатрична асоціація заявила: «На сьогодні немає повторних наукових досліджень, що підтверджують будь-яку конкретну біологічну етіологію бісексуальности. Точно так само не було виявлено ніяких конкретних психосоціальних або сімейних динамічних причин бісексуальности, включаючи історії сексуального насильства в дитинстві». При цьому дослідження генетичних чи пренатальних факторів сексуальної орієнтації грає роль у політичних і соціальних дебатах про бісексуальність, а також викликає побоювання з приводу генетичного профілювання і пренатального тестування.
Маґнус Гіршфельд стверджував, що сексуальну орієнтацію дорослих можна пояснити з точки зору бісексуальної природи плода, що розвивається: він вважав, що в кожному ембріоні є один елементарний нейтральний центр для потягу до чоловіків, і один — для потягу до жінок. За його уявленнями, у більшості плодів центр потягу до протилежної статі розвивався, а до своєї регресував, але у зародків, які стали гомосексуальними, відбувалося зворотне. Саймон Левея розкритикував теорію Гіршфельда про ранні бісексуальні стадії розвитку, назвавши її заплутаною; Левея стверджує, що Гіршфельд не зміг провести відмінність між твердженням, що мозок сексуально недиференційований на ранній стадії розвитку, і твердженням, що людина дійсно відчуває сексуальний потяг як до чоловіків, так і до жінок. За словами Левея, Гіршфельд вважав, що у більшості бісексуалів сила потягу до своєї статі була відносно низькою, і, отже, можна було стримувати його розвиток у молодих людей, що підтримував Гіршфельд.
Алан П. Белл, Мартін С. Вайнберг та Сью Кіфер Гаммерсміт повідомили в «Сексуальних уподобаннях» (1981), що сексуальні уподобання набагато слабше пов'язані з сексуальними почуттями до дорослих серед бісексуалів, ніж серед гетеросексуалів та гомосексуалів. Виходячи з цього та інших висновків, вони припустили, що на бісексуальність більше впливає соціальне та сексуальне навчання, ніж ексклюзивна гомосексуальність. Летиція Енн Пеплау та інші писали, що, хоча точка зору Белла та ін. про те, що біологічні фактори можуть мати більший вплив на гомосексуальність, ніж на бісексуальність, може здатися правдоподібною, вона не була безпосередньо перевірена і, судячи з усього, суперечить наявним доказам, таким як пренатальний вплив гормонів.
У нинішніх дебатах про вплив на сексуальну орієнтацію біологічні пояснення ставлять під сумнів соціологи, особливо феміністки, які спонукають жінок приймати більш усвідомлені рішення щодо свого життя та сексуальности. Також повідомлялося, що чоловіки більш схильні розглядати свою сексуальність як біологічну, таку, що «відображає універсальний чоловічий досвід в цій культурі, а не складнощі лесбійського світу». Є і свідчення того, що на жіночу сексуальність можуть сильніше впливати культурні та контекстні фактори.
Критикиня Каміль Палья пропагувала бісексуальність як ідеал. Професорка Гарвардського Шекспіра Марджорі Ґарбер виступила з академічною аргументацією щодо бісексуальности своєю книгою «Vice Versa: Bisexuality and the Eroticism of Everyday Life», у якій доводила, що більшість людей були б бісексуальними, якби не репресії та інші фактори.

### Еволюційна теорія
Деякі еволюційні психологи стверджують, що одностатевий потяг не має адаптаційного значення, оскільки він не пов'язаний з репродуктивним успіхом. Натомість бісексуальність може бути обумовлена нормальними варіаціями пластичности мозку. Було висловлено припущення, що одностатеві союзи могли допомогти чоловікам піднятися соціальною ієрархію, надаючи доступ жінкам та можливості репродукції. Одностатеві союзники могли допомогти жінкам переїхати до більш безпечного та багатого ресурсами центру групи, що збільшило їхні шанси на успішне виховання нащадків.
Брендан Зієч з Квінслендського інституту медичних досліджень пропонує альтернативну теорію, згідно з якою чоловіки, що виявляють жіночі риси, стають більш привабливими для жінок і, таким чином, частіше спаровуються, за умови, що залучені гени не спонукають їх до повної відмови від гетеросексуальности.
Крім того, у дослідженні 2008 року заявлено про «значні докази того, що на сексуальну орієнтацію людини впливає генетика, тому невідомо, як гомосексуальність, яка має тенденцію до зниження репродуктивного успіху, підтримується в популяції з відносно високою частотою». Вони висунули гіпотезу, що «хоча гени, схильні до гомосексуальності, зменшують репродуктивний успіх гомосексуалів, вони можуть надавати певну перевагу гетеросексуалам, які їх носять», і їхні результати припускають, що «гени, схильні до гомосексуальності, можуть надавати перевагу спаровуванню гетеросексуалам, що може допомогти пояснити еволюцію і підтримку гомосексуальності серед населення».

#### Бісексуальність серед тварин
Деякі види тварин демонструють бісексуальну поведінку. Серед ссавців це бонобо, косатка, дельфін-афаліна. З птахів деякі види чайок та пінгвінів Гумбольдта. Також приклади бісексуальної поведінки трапляються серед риб та плоских червів.
У науковому журналі «American American Mind» науковиця Емілі В. Дрісколл заявила, що гомо- та бісексуальна поведінка досить часто зустрічається у деяких видів і що вона сприяє зв'язкові: «Чим більше гомосексуальности, тим більш мирний вид». «Однак, на відміну від більшості людей, окремих тварин, як правило, не можна класифікувати як гомо- або гетеросексуальних: тварина, яка вступає в одностатевий флірт або партнерство, не обов'язково уникає гетеросексуальних зустрічей. Навпаки, багато видів, схоже, вкорінили гомосексуальні тенденції, які є звичайною частиною їхнього суспільства. Тобто, мабуть, немає суворо гей-істот, а лише бісексуальні. Тварини не мають сексуальної ідентичності. Вони просто займаються сексом».

### Будова мозку та хромосоми
Огляд ЛеВей (1991) при розтині 18 геїв, 1 бісексуала, 16 імовірних гетеросексуалів та 6 імовірних гетеросексуалок виявив, що ядро INAH 3 переднього гіпоталамуса гомосексуалів було меншим, ніж у гетеросексуалів, і ближче за розміром до ядра гетеросексуалок. Попри те, що розмір INAH 3 для одного бісексуального суб'єкта групувався з гомосексуалами, він був подібним до розміру чоловіків-гетеросексуалів.
Деякі факти підтверджують концепцію біологічних прекурсорів бісексуальної орієнтації у генетиці чоловіків. За даними Money (1988), чоловіки з додатковою Y-хромосомою частіше бувають бісексуалами, парафільними та імпульсивними.

### Пренатальна гормональна теорія
Пренатальна гормональна теорія сексуальної орієнтації передбачає, що люди, які зазнають надлишкового рівня статевих гормонів, мають маскулінізований мозок і виявляють підвищену гомосексуальність або бісексуальність. Дослідження таких особливих станів, як вроджена гіперплазія надниркових залоз (CAH) та вплив діетилстильбестролу (DES), вказують на те, що пренатальний вплив, відповідно, надлишку тестостерону та естрогенів пов'язаний з жіночими та жіночими сексуальними фантазіями у дорослих. Обидва ефекти пов'язані з бісексуальністю, а не з гомосексуальністю.
Існують дані, що свідчать про те, що цифрове співвідношення довжини 2-ї та 4-ї цифр (вказівного і безіменного пальців) дещо негативно пов'язане з пренатальним тестостероном і позитивно з естрогеном. Дослідження вимірювання пальців виявили статистично значущий перекіс у співвідношенні 2D: 4D (довгий безіменний палець) до гомосексуальности з ще нижчим співвідношенням у бісексуалів. Вважається, що вплив високих пренатальних концентрацій тестостерону та низьких пренатальних концентрацій естрогену є однією з причин гомосексуальности, тоді як вплив дуже високих рівнів тестостерону може бути пов'язаний з бісексуальністю. Оскільки тестостерон загалом важливий для статевої диференціації, цей погляд пропонує альтернативу припущенню про те, що гомосексуальність чоловіків є генетичною.
Пренатальна гормональна теорія припускає, що гомосексуальна орієнтація виникає в результаті впливу надмірного тестостерону, що спричиняє надмірно маскулінізований мозок. Це суперечить іншій гіпотезі про те, що гомосексуальні уподобання можуть бути обумовлені фемінізованим мозком у чоловіків. Однак також припускають, що гомосексуальність може бути обумовлена високим пренатальним рівнем незв'язаного тестостерону, що виникає внаслідок відсутности рецепторів у певних ділянках мозку. Отже, мозок може бути фемінізованим, тоді як інші функції, такі як співвідношення 2D: 4D, можуть бути надмірно маскулінізованими.

### Психологічна теорія
Зиґмунд Фрейд вважав, що кожна людина бісексуальна у тому сенсі, що включає загальні риси обох статей. На його думку, це було вірно анатомічно, а отже, і психологічно, при цьому сексуальний потяг до обох статей був аспектом цієї психологічної бісексуальности. Фрейд вважав, що в процесі статевого розвитку чоловіча сторона цієї бісексуальної вдачі, як правило, стає домінуючою у чоловіків, а жіноча — у жінок, але у всіх дорослих все ще є бажання, що походять як від чоловічої, так і від жіночої сторони своєї натури. Фрейд не стверджував, що всі є бісексуальними в сенсі однакового рівня сексуального потягу до обох статей. Віра Фрейда у вроджену бісексуальність була відкинута Шандором Радо в 1940 р., а слідом за Радо — багатьма пізнішими психоаналітиками. Радо стверджував, що біологічна бісексуальність у людини відсутня.

### Теорія маскулінізаці
Маскулінізація жінок та гіпермаскулінізація чоловіків була центральною темою у дослідженнях сексуальної орієнтації. Існує кілька досліджень, що свідчать про те, що бісексуали мають високий ступінь маскулінізації.
Латорр і Венденберґ (1983) досліджували виключно жінок і виявили різні характеристики особистості для жінок бісексуального, гетеро- та гомосексуального характеру. Встановлено, що бісексуалки мають меншу особисту невпевненість за решту дві групи. Ця знахідка визначила бісексуалів як самовпевнених і таких, що рідше страждають психічними нестабільностями. Впевненість у безпечній ідентичності послідовно перетворюється на більшу маскулінність.
У порівнянні досліджень, опублікованому в Журналі Асоціації дослідників отоларингології, жінки зазвичай мають кращу чутливість до звуку, ніж чоловіки, що вважається вченими генетичною схильністю до вагітності. У гомо- та бісексуальних жінок підвищена чутливість до звуку у порівнянні з гетеросексуалками, що свідчить про генетичну схильність до непереносимості високих тонів. Хоча було виявлено, що гетеро-, гомо- та бісексуальні чоловіки демонструють подібні особливості слуху, існував помітний диференціал у підгрупі чоловіків, ідентифікованих як гіперфемінізовані гомосексуальні чоловіки, які демонстрували результати тестів, подібні до гетеросексуальних жінок.

### Сексуальний бі-потяг
Ван Вік та Ґейст підсумували кілька досліджень, порівнюючи бі- із гетеро- чи гомо-людьми, і виявили, що бісексуальні люди мають вищі показники сексуальної активности, фантазії чи еротичного інтересу. Так, бісексуали та бісексуалки мали більше гетеро-фантазій, ніж гетеросексуалки чи гомосексуалки; що чоловіки-бісексуали мали більше сексуальних дій із жінками, ніж гетеросексуали, і що вони більше мастурбували, але мали менше щасливих шлюбів, ніж гетеросексуали; що бісексуальні жінки мали більше оргазмів на тиждень, і вони описували їх як сильніші, ніж гетеро- чи гомо-жінки; і що бісексуалки раніше ставали гетеросексуально активними, мастурбували і більше насолоджувались мастурбацією та були більш досвідченими в різних типах гетеросексуальних контактів.
За дослідженнями, для більшості жінок (в цілому) високий сексуальний потяг пов'язаний із посиленням потягу як до жінок, так і до чоловіків. Однак для чоловіків (в цілому) високий потяг пов'язаний із підвищеним потягом до тієї чи іншої статі, але не до обох. Так само для більшості бісексуалок високий потяг пов'язаний із посиленням сексуального потягу як до жінок, так і до чоловіків; у той час як для чоловіків-бісексуалів високий статевий потяг пов'язаний із посиленням потягу до однієї статі та послабленням потягу до іншої.

### Флюїдність бісексуальности
Бісексуальність як перехідна ідентичність також була досліджена. У лонгітюдному дослідженні про розвиток сексуальної ідентичности серед ЛГБ, Росаріо та інші «знайшли докази як значної послідовности, так і зміни сексуальної ідентичности ЛГБ з часом». Молоді люди, які визначились як геї / лесбійки та бісексуальні до початкового рівня, мали приблизно втричі більше шансів визначити себе геями / лесбійками, ніж як бісексуальними на наступних оцінках. З молодих людей, які на попередніх оцінках визнали лише бісексуальнии, від 60 до 70 % продовжували ідентифікувати себе так, тоді як 30-40 % з часом приймали ідентичність геїв / лесбійок. Припускається, що «хоча були молоді люди, які постійно ідентифікували себе як бісексуальних протягом усього дослідження, для інших молодих людей бісексуальна ідентичність служила перехідною до наступної ідентичности геїв / лесбійок».
Навпаки, лонгітюдне дослідження Лізи М. Даймонд, яке прослідувало жінок, які описали себе лесбійками, бісексуалками чи такими, що не визначилися, виявило, що «більше жінок прийняли бісексуальні / невизначені ідентичности, ніж відмовилися від цих ідентичностей» протягом 10 років. Дослідження також виявило, що «бісексуальні / невизначені жінки мали стабільний загальний розподіл приналежностей одностатевих / різностатевих». Даймонд також вивчала бісексуальність чоловіків, відзначаючи, що опитування виявило, що «майже стільки чоловіків перейшло в певний момент від гей-ідентичности до бі, квір чи невизначених, як і від бі до гей-ідентичности».

## Бісексуальність і суспільство

### Символіка

Бісексуальний прапор

Загальним символом бі-спільноти є бісексуальний прапор гордости: темно-рожева смуга вгорі символізує гомосексуальність, синя внизу для гетеросексуальности та фіолетова — суміш кольорів — посередині, щоб зобразити бісексуальність.

Трикутники, що перекриваються

Іншим символом із подібною кольоровою гамою є пара рожевих та синіх трикутників, що перекриваються, утворюючи на перетині фіолетовий або лавандовий колір. Цей дизайн є розширенням рожевого трикутника, добре відомого символа гомосексуальної спільноти.

Подвійний місяць

Деякі бісексуал(к)и заперечують проти використання рожевого трикутника, оскільки цим символом нацистський режим Гітлера позначав та переслідував гомосексуалів. У відповідь був розроблений символ подвійного півмісяця, поширений у Німеччині та сусідніх країнах.

### Дискримінація бісексуальних людей
Оскільки бісексуальні люди відчувають, що вони не вписуються ні в гей, ні в гетеро світ, і оскільки вони мають тенденцію бути «невидимими» на публіці, вони прагнуть створити власні спільноти, культуру та політичні рухи. Деякі бісексуал(к)и можуть об'єднатися в гомосексуальне або гетеросексуальне суспільство. Інші вважають це злиття скоріше примусовим, ніж добровільним; бісексуал(к)и можуть зіткнутися з виключенням як із гомо-, так і з гетеро спільнот після камінг-ауту. Психологиня Бет Фірештейн каже, що бісексуали, як правило, інтерналізують соціальну напруженість, пов'язану з вибором партнерів(-ок), і відчувають тиск, щоб визначити себе гомосексуальними, замість того, щоб займати важку золоту середину, де потяг до людей обох статей заперечує цінності суспільства моногамії. Ці соціальні напруження та тиск можуть вплинути на психічне здоров'я бісексуальних людей, і для вирішення цього питання були розроблені спеціальні методи терапії.
Бісексуальна поведінка також асоціюється в популярній культурі з чоловіками, які займаються одностатевим сексом, в решті життя представляючи себе гетеросексуальними. Більшість таких чоловіків, які живуть на нижчому рівні, не ідентифікують себе як бісексуали. Однак це може бути культурна помилка, тісно пов'язана з уявленнями інших ЛГБТ-осіб, які приховують свою справжню орієнтацію через суспільний тиск: біфобію та гомофобію.
В опитуванні Pew (2013, США) року 28 % бі-людей сказали, що «всі або більшість найважливіших людей у моєму житті знають, що я ЛГБТ», проти 77 % чоловіків-геїв та 71 % лесбійок. Крім того, якщо розбити за статтю, лише 12 % бісексуалів сказали, що вони «поза», проти 33 % бісексуалок.
Як і гомосексуальних людей, бісексуалів та бісексуалок часто дискримінують. На додаток до дискримінації, пов'язаної з гомофобією, бісексуал(к)и часто потерпають від дискримінації геїв, лесбійок та простого суспільства навколо самого слова «бісексуальність» та «бісексуали». Переконання в тому, що всі є бісексуальними (особливо жінки, на відміну від чоловіків), або що бісексуальність не існує як унікальна ідентичність, є загальним. Це випливає з двох поглядів. З точки зору гетеросексистів, людей вважають сексуальними щодо протилежної статі, і іноді міркують, що бісексуальна людина — це просто гетеросексуальна, яка експериментує в сексі. Моносексисти вважають, що люди не можуть бути бісексуальними, якщо їх однаково сексуально не приваблюють обидві статі. З цієї точки зору, люди є або виключно гомо або виключно гетеро, секретними гомо, які хочуть вважатися гетеро, або гетеро, які експериментують в сексі. Твердження, що не можна бути бісексуальними, якщо однаково сексуально не приваблювати обидві статі, оскаржуються різними вченими, які повідомляють, що бісексуальність є континуумом, як і сексуальність загалом.
Особливо вважається, що бісексуальність чоловіків відсутня, і до обговорення додають дослідження сексуальної плинности. У 2005 році вчені Герульф Рігер, Мередіт Л. Чиверс та Дж. Майкл Бейлі використовували пенізмографію пеніса для вимірювання збудження самоідентифікованих бісексуалів до гей-порнографії та лесбійської порнографії. Учасників набирали за допомогою оголошень у гей-орієнтованих журналах. Вони виявили, що самоідентифіковані бісексуали мали моделі збудження геніталій, подібні як до гомо-, так і до гетеро-чоловіків. Автори дійшли висновку, що «з точки зору поведінки та ідентичности бісексуали чітко існують». Твердження Бейлі, що «збудження для чоловіків — це орієнтація», критикувала «Справедливість та точність у звітуваннях» (FAIR) як спрощення, яке нехтує врахуванням поведінки та самоідентифікації. Крім того, деякі вчені вважають, що методика для вимірювання збудження геніталій надто груба, щоб охопити багатство (еротичні відчуття, прихильність, захоплення), яке становить сексуальний потяг. Національна робоча група з питань геїв та лесбійок назвала дослідження та видання The New York Times помилковим та біфобним.
Американський інститут бісексуальності заявив, що дослідження Бейлі було неправильно інтерпретоване як «The New York Times», так і його критиками. У 2011 році Бейлі та інші вчені повідомили, що серед чоловіків, що мали в історії кілька романтичних та сексуальних стосунків з людьми обох статей, виявлено високий рівень сексуального збудження у відповідь як на чоловічі, так і на жіночі сексуальні зображення. Випробовувані були набрані з групи Крейгсліста для чоловіків, які шукали близькості з обома членами гетеросексуальної пари. Автори заявили, що ця зміна в стратегії набору персоналу була важливою відмінністю, але, можливо, це не була репрезентативна вибірка бісексуальних чоловіків. Вони дійшли висновку, що «чоловіки з бісексуальною ідентифікацією з бісексуальним збудженням дійсно існують», але не змогли встановити, чи є така модель типовою для чоловіків, які мають бісексуальну ідентифікацію загалом.
Бісексуальне стирання (або бісексуальна невидимість) — це тенденція ігнорувати, видаляти, фальсифікувати чи переосмислювати докази бісексуальности в культурі, історії, наукових колах, ЗМІ та інших першоджерелах. У найекстремальнішій формі бісексуальне стирання включає заперечення існування бісексуальності. Це часто є проявом біфобії, хоча не обов'язково є нетерпимістю.
Інтеграція та видимість бісексуалів(ок), особливо у ЛГБТ-спільноті, зростає. Американська психологиня Бет Файрстоун пише, що з часу написання своєї першої книги про бісексуальність, у 1996 році, «бісексуальність набула видимості, хоча прогрес нерівномірний, а усвідомлення бісексуальности все ще мінімальне або відсутнє у багатьох віддалених регіонах нашої країни та на міжнародному рівні».

### Бісексуальність і фемінізм
Позиції фемінізмів різних течій щодо бісексуальности значно варіюють — від прийняття і обстоювання бісексуальности як феміністичного питання до відмови від бісексуальности як беклешу до відкриттів лесбійського фемінізму. Ряд жінок, які свого часу брали участь у лесбійсько-феміністичному активізмі, наразі є бісексуалками. Широко вивченим прикладом лесбійсько-бісексуальних конфліктів у фемінізмі був Нортгемптонський марш прайдів між 1989 і 1993 роками, де багато феміністок обговорювали питання про те, чи слід включати бісексуалок та чи сумісна бісексуальність із фемінізмом.
Лесбійсько-феміністичні критичні зауваження щодо бісексуальности полягали в тому, що жіноча бісексуальність є формою помилкової свідомости як частина примусової гетеросексуальности, а бісексуалки, які ведуть стосунки з чоловіками, «в омані та відчаї». Напруженість між бісексуальними та лесбійськими феміністками ослабла з 1990-х, оскільки бісексуалки стали більш прийнятими у феміністському співтоваристві. Деякі лесбійські феміністки, такі як Джулі Біндел, усе ще критикують бісексуальність. Біндел описує її як «модну тенденцію», яку пропагують через «сексуальний гедонізм», і поставив питання про те, чи існує взагалі бісексуальність. Вона також проводила порівняння бісексуалів з любителями котів та шанувальниками дияволів. Шейла Джеффріс в «Лесбійській єресі» пише, що, хоча багатьом феміністкам комфортно працювати поряд з геями, їм незручно спілкуватися з чоловіками-бісексуалами. Бо геї навряд чи можуть сексуально переслідувати жінок, а чоловіки-бісексуали настільки ж схильні турбувати жінок, як і гетеросексуали.
Донна Гаравей у знаковому для кіберфемінізму нарисі 1985 року «Маніфест кіборгу: наука, технологія та соціалістичний фемінізм наприкінці XX століття», передрукованому в «Сіманці, кіборги та жінки: Відновлення природи» (1991), зазначила, зокрема, що кіберфем «не має вантажівки з бісексуальністю, доедіповим симбіозом, невідчуженою працею чи іншими спокусами до органічної цілісности шляхом остаточного присвоєння всіх повноважень частин у вищу єдність».
Бісексуальна жінка подала позов проти журналу «Common Live / Lesbian Lives», заявляючи про дискримінацію бісексуалів, коли її подання не опублікували.

### Бісексуальність і БДСМ
В статті Стіва Леніуса 2001 р. досліджено прийняття бісексуальності в БДСМ-співтоваристві. Камінг-аути стали насамперед територією геїв і лесбійок, причому бісексуали відчували поштовх до того чи іншого (і мали рацію лише половину часу в будь-якому випадку). Він виявив, що люди в БДСМ були відкритими для обговорення бісексуальності та всіх суперечностей, але особисті упередження та проблеми заважали активно використовувати такі ярлики. Через 10 років Леніус (2011) оглянувся на своє дослідження і дійшов висновку, що становище бісексуалів у БДСМ спільноті залишається незмінним, і вважає, що позитивні зрушення в ставленні модерує зміна поглядів суспільства на різні сексуальні особливості та орієнтації. Але він підкреслює, що спільнота БДСМ сприяла більшому визнанню альтернативних сексуальностей.
Бренді Лін Сімула (2012), з іншого боку, стверджує, що БДСМ активно протистоїть гендерній відповідности та виділив три різні типи БДСМ-бісексуальности: зміна статі, стилі, засновані на статі (гендерована поведінка залежно від статі партнера по грі) та відкидання статі (протистояння думці, що стать має значення у грі).

## Репрезентація бісексуальності в медіа
Бісексуальність, як правило, асоціюється з негативними зображеннями у ЗМІ; іноді посилаються на стереотипи або психічні розлади. У статті про фільм «Горбата гора» 2005 року секс-педагогиня Емі Андре писала про негативне зображення бісексувальних людей у фільмах:
Мені подобаються фільми, де бісексуали виходять одне до одного і закохуються, тому що їх, як правило, так мало; найсвіжішим прикладом може бути чудова романтична комедія 2002 року «Поцілунки Джессіки Стейн». Більшість фільмів із двома дійовими особами малюють стереотипну картину … Інтерес до любові, як правило, оманливий (Mulholland Drive), надмірно сексуальний (Sex Monster), невірний (High Art) і непостійний (Three of Hearts), а може навіть бути серійним вбивцею, як Шерон Стоун в «Основному інстинкті». Іншими словами, бісексуал(ка) завжди є причиною конфлікту у фільмі.— Емі Андре, Американський журнал про сексуальність
Використовуючи аналіз вмісту понад 170 статей, написаних між 2001 і 2006 роками, соціолог Річард Н. Пітт-молодший дійшов висновку, що ЗМІ патологізують поведінку чорношкірих бісексуалів(-ок), одночасно ігноруючи або співчуваючи подібним діям білих бі. Він стверджував, що чорношкірого бісексуала часто описують як двоякого гетеросексуала, який поширює ВІЛ / СНІД. По-іншому, білого чоловіка-бісексуала часто описують як жертву гомосексуальности, яку гетеросексистське суспільство навколо нього примушує закритися в шафу.

### Фільми

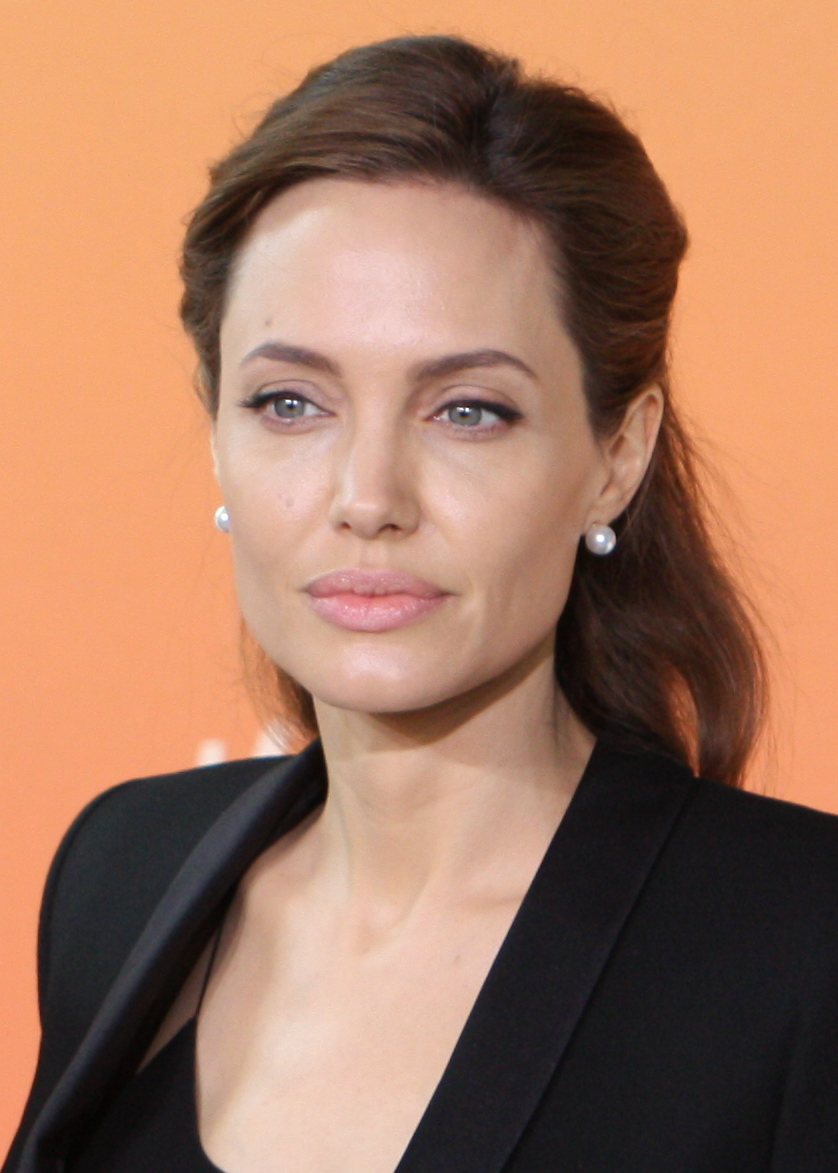
Анджеліна Джолі — відкрито бісексуальна американська акторка.

У 1914 році задокументована перша поява бісексуальних дійових осіб (жінки й чоловіка) в американському кінофільмі «Флоридський приворот» Сідні Дрю. Однак за цензурою, передбаченою Кодексом Гейса, слово бісексуальність не можна було згадувати, і майже жодні персонажі-бісексуали не з'являлися в фільмах США з 1934 по 1968 рік.
Помітні та розмаїті образи бісексуальности є в таких загальноприйнятих фільмах, як «Чорний лебідь» (2010), «Фріда» (2002), «Шоуґелз» (1995), «Інтимний щоденник» (1996), «Олександр» (2004), «Шоу жахів Роккі Горрора» (1975), «Генрі та Червень» (1990), «У гонитві за Емі» (1997), «Оксамитова золота шахта» (1998), «Цілуючи Джесіку Стейн» (2001), «Четверта людина» (1993), «Основний інстинкт» (1992), «Малхолланд Драйв» (2001), «Неділя, проклята неділя» (1971), «Щось для кожного» (1970), «Правила сексу» (2002), «Горбата гора» (2005) та «Назви мене своїм ім'ям» (2017).

### Музика
Британський рок-музикант Девід Бові знаменито оголосив себе бісексуалом в інтерв'ю «Melody Maker» у січні 1972 року, що збіглося з першими кадрами в його кампанії як Зіггі Стардаста. У вересні 1976 року в інтерв'ю «Плейбою» Бові сказав: «Це правда — я бісексуал. Але я не можу заперечити, що я дуже добре використав цей факт. Припускаю, що це найкраще, що зі мною коли-небудь траплялось». В інтерв'ю 1983 року, однак, він назвав це «найбільшою помилкою, яку я коли-небудь робив», а в 2002 пояснив: «Я не думаю, що це була помилка в Європі, але в Америці було набагато жорсткіше. У мене не було проблем з людьми, які знають, що я бісексуал. Я знав, яким хочу бути, яким був автором пісень і виконавцем […] Америка — це дуже пуританське місце, і я думаю, що це заважало стільки, що я хотів зробити.».
Британський співак Фредді Мерк'юрі також був відкритим щодо своєї бісексуальности, хоча не обговорював свої стосунки публічно.
У 1995 Джил Собул заспівала про бі-цікавість у своїй пісні «I Kissed a Girl», із відео, в якому чергувались образи Собул з хлопцем та з дівчиною. Кеті Перрі створила пісню з цією ж назвою. Деякі активісти вважають, що концепт бі-цікавості лише підсилює стереотип про бі-експериментування та те, що бісексуальність не є справжньою орієнтацією. Леді Ґаґа також заявила, що вона бісексуалка, і сказала, що її пісня «Poker Face» стосується фантазування жінки під час перебування з чоловіком.
Браян Молко, вокаліст Placebo, відкритий бісексуал. Фронтмен Green Day Біллі Джо Армстронґ сказав у 1995 в інтерв'ю: «Я думаю, що я завжди був бісексуалом. Я маю на увазі, це те, що мене завжди цікавило. Я думаю, що люди народжені бісексуальними, і це просто те, що наші батьки та суспільство якось перекручують в нас. „О, я не можу“. Кажуть, це табу. В нашій голові вкоренилося, що це погано, коли це зовсім не погано. Це дуже гарна річ». У 2014 році Армстронґ обговорював такі пісні, як «Coming Clean», заявляючи: «Це була пісня про те, щоб допитати себе. Є й інші почуття, які ви можете мати до своєї статі, протилежної статі, особливо тоді, коли ви були в Берклі та Сан-Франциско, розігруючи те, що вони відчувають: геї, бісексуали, трансгендери, що завгодно. І це відкриває щось у суспільстві, що стає більш прийнятним. Тепер у нас гей-шлюби стають визнаними … Я думаю, це процес відкриття. Я був готовий спробуй що-небудь».

### Телебачення
В оригінальному серіалі Netflix «Orange is the New Black» головна героїня Пайпер Чепмен (Тейлор Шиллінг) — бісексуальна ув'язнена, яка демонструє стосунки як з чоловіками, так і з жінками. Перед ув'язненням вона заручена з Ларрі Блумом. У в'язниці знову зв'язується з колишньою Алекс (Лора Препон). Інша бісексуалка в шоу — ув'язнена Лорна Морелло (Яель Стоун): вона має стосунки з Нікі Ніколс (Наташа Лайонн), все ще прагнучи свого «нареченого».
У телесеріалі FOX «Доктор Хауз» виступає лікарка-бісексуалка Ремі «Тринадцять» Гедлі (Олівія Вайлд). Раніше ця ж мережа транслювала телесеріал The O.C. з бісексуалкою Алекс Келлі (яку також грала Вайлд), менеджерку місцевої тусовки, як любовний інтерес Марісси Купер.
У драмі HBO «Оз» Кріс Келлер був бісексуальним серійним вбивцею, який катував та ґвалтував чоловіків та жінок. Інші фільми, в яких бі-персонажі(-ки) приховують неврози, включають Чорну вдову, Синій оксамит, Крейсерська, Самотня біла жінка та Перерване життя (1999).
Починаючи з сезону 2009 року, у серіалі The Real World MTV були двоє бісексуальних осіб — Емілі Шромм та Майк Меннінг.
У надприродній кримінальній драмі «Загублена дівчина» бісексуальна героїня Бо (Анна Сілк) вона бере участь у любовному трикутнику між Дайсоном, вовком-формувальником (Кріс Голден-Рід), і Лорен Льюїс, лікаркою-людиною (Зої Палмер).
У науково-фантастичному телешоу ВВС Торчвуд кілька головних героїв вирізняються сексуальністю. Головний герой — капітан Джек Гаркнесс, у рамках логіки шоу, де персонажі можуть взаємодіяти з чужорідними видами, продюсери іноді використовують термін «омнісексуальний», щоб описати його. Колишній Джека, капітан Джон Гарт, також бісексуал. З його колишніх парнерок однозначно вказані принаймні одна колишня дружина та принаймні одна жінка, з якою він мав дитину. Деякі критики висновують, що серіал частіше показує Джека з чоловіками, ніж з жінками. Творець шоу Рассел Т. Девіс одним з підводних каменів написання бі-персонажа вказав те, що ти «потрапляєш у пастку», «щоб спати лише з чоловіками». Для гетеро-персонажки Ґвен Купер, до якої Джек розвиває романтичні почуття, нові переживання, з якими вона стикається в Торчвуді, означають не лише іншу, але і «зниклу сторону» я. Під впливом чужорідного феромону Ґвен цілує жінку в 2 епізоді. В епізоді 1 гетеросексуал Оуен Гарпер цілує чоловіка, щоб уникнути бійки. Тиха Тосіко Сато закохана в Оуена, але також мала короткі романтичні стосунки з інопланетянкою і чоловіком.
У жовтні 2009 року «Троянда під будь-яким іншим ім'ям» вийшла на Ютюбі. Під керівництвом бі-активіста Кайла Шикнера сюжет зосереджується навколо лесбійки, яка закохується в гетеросексуального чоловіка і виявляє, що насправді є бісексуалкою.